# Bârla
Bârla è un comune della Romania di 5 504 abitanti, ubicato nel distretto di Argeș, nella regione storica della Muntenia.
Il comune è formato dall'unione di 12 villaggi: Afrimești, Bârla, Bădești, Brabeți, Ciocești, Malu, Mîndra, Mozăceni, Podișoru, Urlueni, Șelăreasca, Zuvelcați.
Il comune è situato a circa 50 km da Pitești, al confine con i distretti di Olt e di Teleorman.
L'economia del comune è prevalentemente agricola, tuttavia sono presenti sul suo territorio diversi impianti di estrazione di petrolio.